# Śmiałek darniowy
Śmiałek darniowy (Deschampsia caespitosa) – gatunek byliny należący do rodziny wiechlinowatych. Jest szeroko rozpowszechniony na półkuli północnej, rośnie też na obszarach górskich w strefie międzyzwrotnikowej. W Polsce pospolity na całym obszarze.

## Morfologia

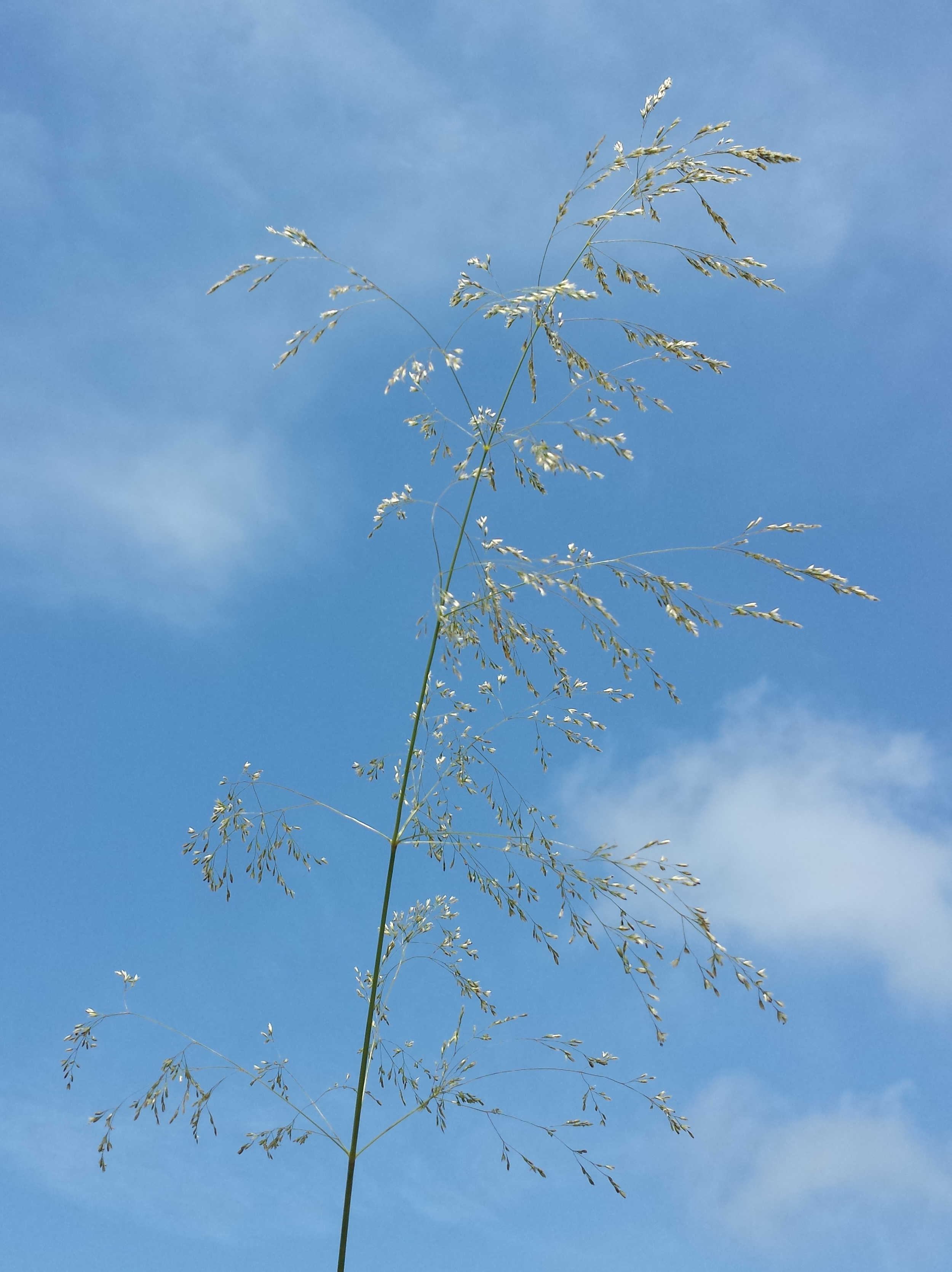
Kwiatostan

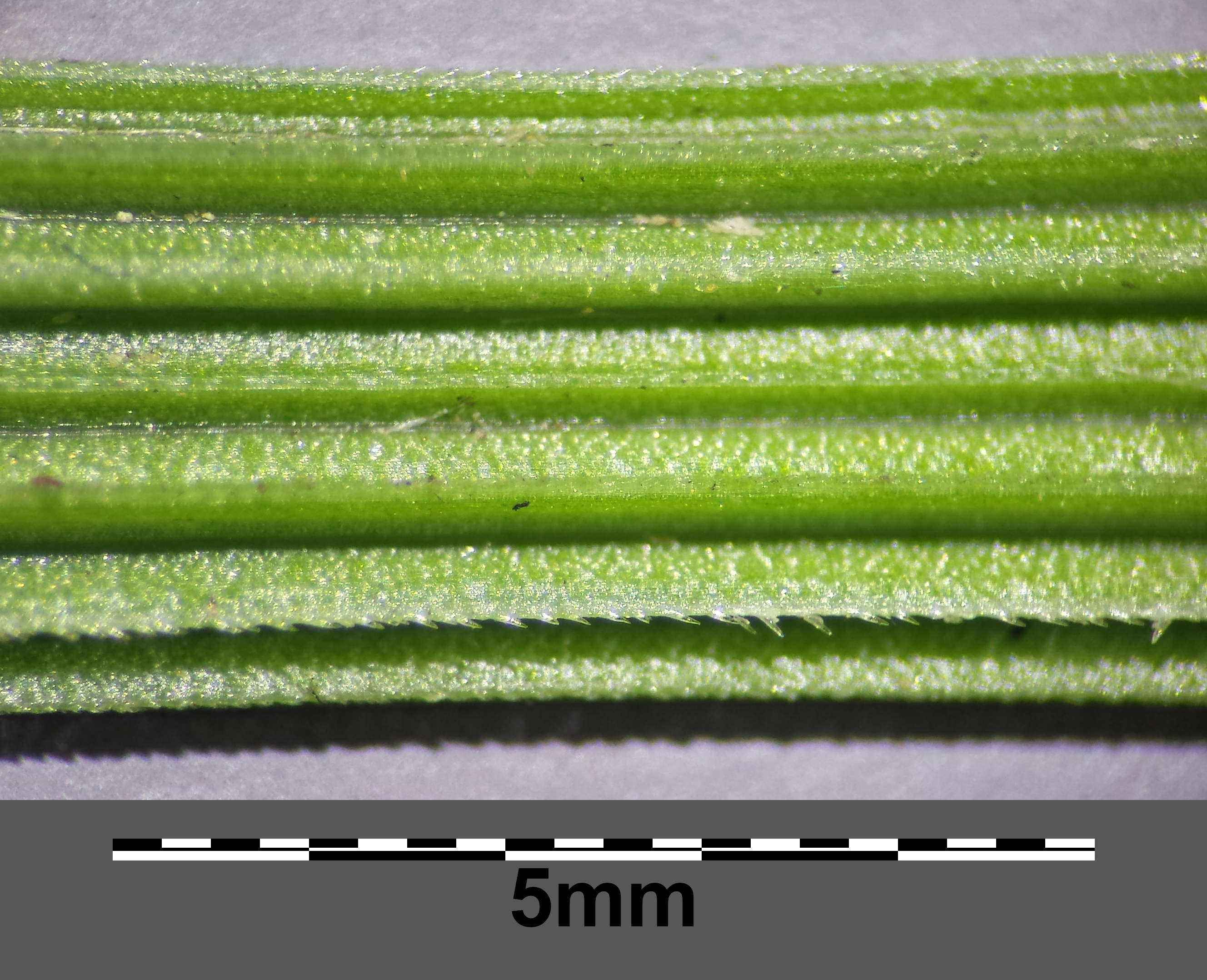
Blaszka liściowa

PokrójBylina tworząca gęste, zbite kępy, zwykle o średnicy do 50 cm (rzadziej 70 cm).
ŁodygaŹdźbła gładkie, co najwyżej pod samym kwiatostanem szorstkie o długości do 140 cm, rzadko wyższe.
LiścieBlaszki liści o szerokości 2-5 mm w dolnej części złożone na wpół, dalsza część płaska. Mają wyraźnie wystającą siatkę szorstkich nerwów. Języczek liściowy o długości 6-8 mm.
KwiatyZebrane w wiechę złożoną z 2-3 kwiatowych kłosków. Gęsta, piramidalna wiecha ma długość do 10–50 cm. Dolne odgałęzienia wiechy mają 2-4 gałązki u podstawy. Pojedynczy kłosek ma długość 2-5 mm, przy czym odcinek poniżej górnego kwiatka jest o połowę krótszy od kwiatka. Plewka dolna tępa, krótka, jej ość ukryta w kłosku. Plewa górna 3-nerwowa. Kwitnie od czerwca do września.
OwocBrunatny, matowy, spiczasty ziarniak o wymiarach 1,5 × 0,6 x 0,6 mm. Ciężar 1000 nasion wynosi 0,25 g. Kiełkują w 93%.

## Biologia i ekologia
Rośnie na łąkach, pastwiskach, w lasach łęgowych, na nieużytkach i aluwiach. Hemikryptofit i acydofil. W klasyfikacji zbiorowisk roślinnych gatunek charakterystyczny dla O. Molinietalia.

## Zmienność
Gatunek zmienny morfologicznie. Występuje w wielu odmianach.

## Zastosowanie
- Uprawiany jako roślina ozdobna ze względu na swój atrakcyjny gęstokępkowy pokrój. Efektownie kwitnie przez całe lato. Nadaje się do ogródków skalnych oraz parków. Może być uprawiany w pojedynczych kępkach, lub całych łanach. Roślina łatwa do uprawy, nie ma specjalnych wymagań co do gleby. Uprawia się ją z siewu nasion. Wymaga stanowisk słonecznych. Nie tworzy rozłogów, a więc zbytnio się nie rozrasta i nie stanowi zagrożenia dla sąsiednich upraw. Nadaje się również doskonale na trawniki. Przy regularnym koszeniu tworzy gęstą, silną darń.
- W terenach górskich uważany jest za dobrą rolniczo roślinę łąkową i pastwiskową, na nizinach natomiast jest rośliną rolniczo bezwartościową.